# Aktion Demokratischer Fortschritt
Aktion Demokratischer Fortschritt var et venstreorienteret politisk parti i Vesttyskland.
Det blev ved en stiftende genralforsamling i Dortmund i 1968 besluttet at danne et valgforbund til bundestagsvalget i 1969. Konstitueringen som parti fandt sted i Frankfurt i 1968. 
Politisk var partiet stærkt kommunistisk præget. 
| Politisk parti | Spire Denne artikel om et politisk parti eller gruppe er en spire som bør udbygges. Du er velkommen til at hjælpe Wikipedia ved at udvide den. |